# Вышковка (село)
Вышковка (укр. Вишківка) — село на Украине, основано в 1855 году, находится в Звягельском районе Житомирской области.
Население по переписи 2001 года составляет 115 человек. Почтовый индекс — 11725. Телефонный код — 4141. Занимает площадь 0,738 км².

## Адрес местного совета
11725, Житомирская область, Звягельский р-н, с. Чижовка, ул. Т. Шевченко, 9